# Joaquín Prieto
Joaquín Prieto (Concepción, 20 de agosto de 1786 - Santiago, 22 de noviembre de 1854) fue un militar y político chileno que ejerció como presidente de la República de Chile entre 1831 y 1836, siendo reelegido para el período inmediatamente siguiente entre 1836 y 1841.
Fue además General en jefe del Ejército de Chile entre 1830 y 1841.

## Biografía

### Primeros años de vida
Sus padres fueron el capitán de Dragones de la Frontera, José María Prieto Sotomayor, y Carmen Vial Santelices. Fue tío de Manuel Bulnes Prieto, posteriormente su sucesor en la presidencia de la República. 
Fue jefe de las tropas «peluconas» (conservadoras) en la guerra civil de 1829-1830. Con la victoria en la batalla de Lircay, Prieto asumió la presidencia del país en 1831, iniciando el período denominado República Conservadora.

### Matrimonio e hijos
El 25 de julio de 1812, contrajo matrimonio en Buenos Aires con Manuela Warnes y García de Zúñiga —hermana de José Ignacio Warnes—, con quien tuvo dos hijos:
- Victoria, quien contrajo matrimonio con José Rafael Larraín Moxó, con descendencia.
- Joaquín, casado con Primitiva Hurtado Alcalde y con una numerosa descendencia.

## Guerra de la Independencia
Ingresó joven a la milicia y alcanzó el grado de teniente de caballería en 1805. Fue un oficial con una hoja de servicios intachable, aunque fue muy controversial su interpretación del tratado de Ochagavía. En medio de la Emancipación chilena, Prieto se inscribió en el bando patriota, sirviendo en diversas escaramuzas. 
Como premio a sus antecedentes y servicios, volvió a Chile y se le concedió el puesto de capitán de Húsares de la Guardia Nacional el 26 de marzo de 1813.
El 15 de mayo de 1813, en el Combate de San Carlos, se encontró al mando de una milicia de 100 hombres, con los cuales se dirigió a Concepción y participó en la acción de Talcahuano. Para 17 de agosto de 1813, en Quirihue, venció a las guerrillas realistas de Olate y Elorreaga que lo atacaron en una proporción numérica muy superior. Luego, en Cauquenes, volvió a vencer a las mismas guerrillas y finalmente, en 1821, derrota las fuerzas de Vicente Benavides en el Combate de las Vegas de Saldías.
Fue vicepresidente de la Corte de Representantes en 1822, posteriormente fue diputado por Rere en 1823 y por Chillán en 1824.
En 1830 y 1831 ejerció como Intendente de Concepción.

## Presidencia

### Elecciones Presidenciales de 1831
El periodo denominado Ensayos Constitucionales concluyó en 1830 con la batalla de Lircay y la obra del Primer Ministerio de Diego Portales. En el primer caso, el general Joaquín Prieto derrotó a las fuerzas «pipiolas» (liberales); en el segundo, el ministro Portales neutralizó la actividad política; desde este punto expulsó a los pipiolos del país, disolvió a su propio bando (estanqueros), sometió a la aristocracia a su voluntad y domó al o'higginismo proponiendo para la presidencia de la República a un general de sus filas: Prieto.
Según la Constitución de 1828, el sistema electoral era indirecto: se conformaba un Colegio Electoral que escogía al presidente de la República. La segunda mayoría obtenía el cargo de vicepresidente de la República.
Con 207 votos, fue elegido por unanimidad Joaquín Prieto para el periodo presidencial comprendido entre el 18 de septiembre de 1831 y el 18 de septiembre de 1836.

### Constitución Política de 1833 y obra legislativa

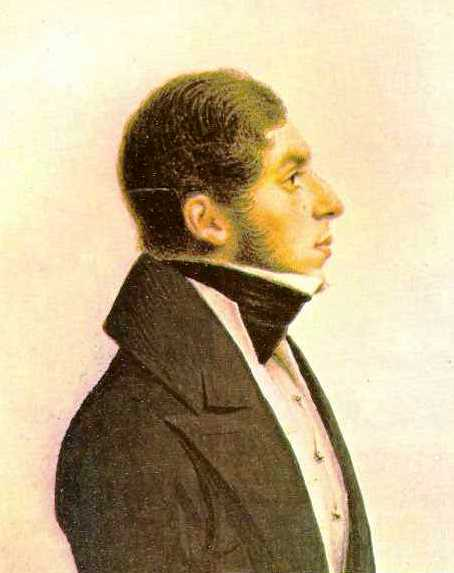
Joaquín Prieto.

Luego de la Revolución de 1829 se comenzó a planear una reforma a la Constitución de 1828. Para sus efectos fue convocada una Gran Convención que propuso una serie de reformas, las cuales finalmente dieron origen a un nuevo texto constitucional: la Constitución Política de 1833. Esto fue un flagrante violación a la Constitución misma, pues esta indicaba que no podía ser modificada hasta el año de 1836.
Dentro de la convención destacaron personajes como Mariano Egaña, Manuel José Gandarillas (Diego Portales no participó de la Gran Convención pero su influencia sobre el grupo gobernante era evidente). 
El resultado fue un texto de corte autoritario, en el cual el Presidente de la República gozaba de amplios poderes, inclusive el derecho de patronato, al considerarse el Estado sucesor en Chile de los derechos de la Corona española. El poder legislativo era confiado a un Congreso Nacional, bicameral, compuesto por una Cámara de Diputados y una Cámara de Senadores; y durante su receso funcionaba un órgano denominado Comisión Conservadora. Existía, además, un Consejo de Estado, sus miembros eran elegidos por el presidente de la República. El texto constitucional establecía un sistema para intentar equiparar los poderes del presidente y del Congreso, las llamadas "leyes periódicas". 
Por otra parte, la obra legislativa del periodo fue culminada por Joaquín Tocornal y Mariano Egaña. En el caso del primero, profundamente influido por Portales culminará el establecimiento del orden público avalando las medidas en el campo legal. De este modo Tocornal logrará la promulgación de leyes tales como la de "facultades extraordinarias", usadas en caso de conmoción pública, que dotaban de amplios poderes al presidente, "Ley de Gastos Reservados", sirvió para sustentar el gran número de espías e infiltrados para desbaratar distintos intentos de revoluciones al autorizar el gasto secreto de 6000 pesos para costear estos funcionarios [cita requerida], y la "Ley de Elecciones", que dejó el proceso electoral bajo el control de intendentes y gobernadores, con lo cual se benefició el intervencionismo del gobierno. En cuanto al segundo, Mariano Egaña, durante la Guerra Contra la Confederación (1836-1839), gracias a las facultades extraordinarias, permitió que promulgase libremente un gran número de leyes conocidas como "leyes marianas", que establecían el ordenamiento básico de tribunales, la tramitación de los juicios ejecutivos y el recurso de nulidad.
Finalmente cabe destacar, también, la creación del actual Escudo Nacional, en agosto de 1832, con la firma del presidente Prieto y su ministro Joaquín Tocornal, se envió el proyecto respectivo al Congreso, el que lo aprobó el 24 de junio de 1834.

### Diego Portales y el restablecimiento del orden público
El Ministro Plenipotenciario durante la Revolución de 1829, logró con su política restablecer el orden sometiendo a los grupos políticos a la autoridad de un gobierno fuerte, centralizado e impersonal. Doblegó el poder del ejército mediante la creación de la Guardia Cívica. Pero tampoco lo descuido, recalcando la reestructuración que dio a la Escuela Militar. Alejado del gobierno luego de asumido el general Prieto, no perdió influencias debido a que cualquier decisión le era consultada a su residencia en Valparaíso.  
Durante este intervalo el ministro Tocornal, fiel representante de este en la capital, avanzó en el orden institucional y en la calma pública, tomando medidas como la disolución de "los Pincheiras", bandas de maleantes que azotaban Chillán, encargada al joven general Manuel Bulnes. Asimismo el 20 de febrero de 1835, ocurre un Terremoto de Concepción, cual destruye las ciudades entre la Cuenca del río Itata y el Río Biobío. Prieto ordenó la reconstrucción de las urbes, refundando la ciudad de Chillán en su actual emplazamiento, dejando al geógrafo Carlos Lozier como encargado de las obras.
Próxima la elección de 1836, Portales veía como un peligro el surgimiento de un grupo opositor, los "philopolitas", encabezados por Ramón Errazuriz y Manuel Rengifo. Retorna a Santiago donde reasume la cartera de Interior y Relaciones Exteriores, al igual que la de Guerra y Marina, reiniciándose la "dictadura civil".
Desde este puesto Portales conseguirá anular al bando philopolita, entronizar nuevamente a Prieto, cerrar numerosas chinganas (locales de diversión donde se bebía y bailaba, etc. lo más típico de la cultura popular de aquellos años), continuar su amplia política educacional y, finalmente, tomar las medidas requeridas contra la Confederación Perú-Boliviana, las cuales serán causa de su asesinato en el motín de Quillota en junio de 1837.

### Manuel Rengifo, Ministerio de Hacienda y el Desarrollo Económico

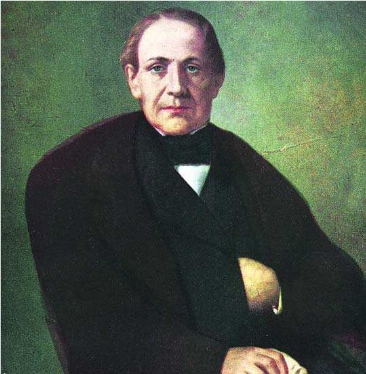
Joaquín Prieto.

Manuel Rengifo había salido del mundo de los negocios, por lo que su dominio sobre las cuestiones de la cartera le merecieron su sobrenombre de "mago de las finanzas". La política de orden de Diego Portales permitió al ministro regularizar la administración financiera del estado y robustecer las finanzas. 
La obra del ministro, de enorme importancia, puede ser sintetizada de la siguiente forma: perfeccionó los almacenes francos de Valparaíso, eximió de todo impuesto a la maquinaria agrícola y minera, al igual que todo lo relacionado con el cultivo de las ciencias y el arte, organizó el comercio de cabotaje y la marina mercante, puso orden en el sistema de aduanas dictando reglamentos que son considerados, incluso actualmente, valiosísimos.
Ordenó la deuda que el Estado chileno mantenía con el exterior y el interior. En el caso de la primera logró negociaciones para postergarla, en el caso de la segunda el restablecimiento de los impuestos permitió restablecer su pago. La deuda externa chilena estaba constituida principalmente por el "Empresito de Londres", destinado en su mayoría al financiamiento de la Expedición Libertadora del Perú. En el caso de la deuda interna estaba constituida principalmente a las deudas contraídas con los particulares y con el clero (en este último con las expropiaciones del gobierno de Freire) con el fin de costear la independencia. 
Por otro lado la magna obra del ministro fue seguida de un golpe de suerte, en 1832 fue descubierto en la región de Copiapó el rico mineral de plata de Chañarcillo. A partir de esto el norte entrará en un dinamismo que permitirá amasar grandes fortunas y crear una rica y dinámica plutocracia minera. Cabe destacar la dinámica de esta plutocracia que al expandirse reinvertirá sus utilidades en desarrollar sectores que le eran necesarios para su crecimiento sustentable. Así afluirán capitales para el desarrollo agrícola, de las comunicaciones (Navegación a vapor, William Wheelwright), etc.
Lo anterior es complementado con una política estatal destinada a ampliar la educación. Un año antes del gobierno de Prieto se contrató a Claudio Gay, quien estudiaría el entorno físico-natural del país, y a Ignacio Domeyko, quien introduciría el estudio de la mineralogía con la fundación de la primera Escuela de Minas. Además fueron fundadas la Sociedad Chilena de Agricultura, Sociedad Nacional de Agricultura y Escuela de Medicina y Obstetricia. Esta gran obra educacional, avalada por ministros como Tocornal, Portales, Rengifo y Egaña, culminó con la creación de una cartera específica que se preocupase de la cuestión educacional: el Ministerio de Justicia, Culto e Instrucción Pública.

### Guerra contra la Confederación
Durante su gobierno, Andrés de Santa Cruz, presidente de Bolivia, formó una alianza con una de las múltiples facciones que existían en el Perú. Tras someter el resto del Perú bajo su autoridad, Santa Cruz crea la Confederación Perú-Boliviana. 
Ante los hechos, Prieto y su gobierno consideraron a la Confederación como una competencia tanto en lo político como en lo económico. El fallido intento por parte de Ramón Freire de derrocar su gobierno empeoró aún más las tensas relaciones entre ambos países.
El ministro Diego Portales persuadió a Prieto para terminar con la influencia de la nueva nación, indicando como razones la competencia comercial nacida tras la búsqueda de hegemonía de los puertos de ambas naciones y la influencia que pudiera ejercer la Confederación en sus territorios cercanos. También eran contrarios a este proyecto un grupo de peruanos exiliados en Chile y Ecuador. Esto, junto con la negativa de Santa Cruz de disolver la Confederación pacíficamente, desataron la guerra.
En la guerra contra la Confederación participó el Ejército Unido Restaurador conformado en su mayoría por fuerzas chilenas. Esta guerra no tuvo un buen comienzo, resaltando la derrota que protagonizó el almirante Manuel Blanco Encalada y la firma del Tratado de Paucarpata. Repudiado el tratado, se procedió a organizar una segunda expedición. En esta última (liderada por Manuel Bulnes y Agustín Gamarra), y después de varias batallas, el Ejército Unido Restaurador derrota a los ejércitos confederados en la Batalla de Yungay. Exiliado Santa Cruz, llega a su fin la Confederación Perú-Boliviana.

### Ministros de Estado
Para aquel entonces solo existían las tres carteras creadas durante el gobierno de Bernardo O'Higgins, es decir, Interior y Relaciones Exteriores, Hacienda y Guerra y Marina. Debido a la gestión de Diego Portales y Mariano Egaña fue creada la cartera de Justicia, Culto e Instrucción Pública..

## Después de la Presidencia
Posterior a la presidencia ejerció como senador e Intendente de Valparaíso. El General Joaquín Prieto falleció a la edad de sesenta y ocho años, el 22 de noviembre de 1854.